# Sondrio
Sondrioⓘ ([ˈsondrjo]) – miasto i gmina we Włoszech, w regionie Lombardia, w prowincji Sondrio.
Według danych na rok 2004 gminę zamieszkiwało 21 417 osób, 1070,8 os./km².

## Miasta partnerskie
- Niemcy: Sindelfingen
- Słowenia: Radovljica
- Brazylia: São Mateus